# Mocis alterna
Espèce
Mocis alterna est une espèce de lépidoptères (papillons) nocturnes de la famille des Erebidae.

## Répartition
On la trouve au Queensland, en Australie.

## Description
L'imago a une envergure de 30 mm.

## Biologie
La chenille se nourrit sur Phaseolus, Medicago sativa et Glycine max.